# Puig de la Caritat (l'Estany)
El Puig de la Caritat és una muntanya de 1010 metres d'altitud del terme municipal de l'Estany, a la comarca del Moianès.
Està situat al nord-oest del centre del terme i del mateix poble de l'Estany, que queda pràcticament dominat per aquesta elevació. És al sud-oest del Polígon industrial de l'Estany i a ponent del paratge de la Fàbrega. Queda al nord del Collet de Sant Pere, on hi ha les restes de la capella de Sant Pere del Coll de la Crossa; al costat d'aquestes ruïnes comença la pista per pujar dalt del Puig de la Caritat. En els seus contraforts occidentals es formen el torrent del Gomis i, més al nord, el torrent del Boledar. En canvi, pels seus peus, a llevant, discorre la Riera de l'Estany.
En el cim es troba el vèrtex geodèsic 288102001.
Aquest cim està inclòs al llistat dels 100 cims de la FEEC.